# Miguel Rasquinho
Miguel Alexandre Ferreira Rasquinho é o Diretor Regional do Instituto Português do Desporto e Juventude do Alentejo.
É militante do Partido Socialista. Foi eleito Presidente da Câmara Municipal de Monforte em 2009., sucedendo assim a Rui Maia da Silva, da CDU, de acordo com os dados da Direcção-Geral da Administração Interna (DGAI).